# Горско Писарево
Горско Писарево е село в Северна България. Намира се в община Златарица, област Велико Търново.
Стари имена на селото са Сифединлери и Язаджи махле. Към 1934 г. селото има 78 жители. В днешно време няма постоянно население. Влиза в землището на село Калайджии.